# Simulium pictipes
Simulium pictipes es una especie de insecto del género Simulium, familia Simuliidae, orden Diptera.
Fue descrita científicamente por Hagen, 1880.